# Dendrobium canaliculatum
Dendrobium canaliculatum är en orkidéart som beskrevs av Robert Brown. Dendrobium canaliculatum ingår i släktet Dendrobium, och familjen orkidéer.

## Underarter
Arten delas in i följande underarter:
- D. c. canaliculatum
- D. c. foelschei